# Другие голоса, другие комнаты
«Другие голоса, другие комнаты» (англ. Other Voices, Other Rooms) — роман Трумена Капоте.
Произведение отличается готическим антуражем и элементами автобиографии. Роман стартовал с девятого места в Списке бестселлеров по версии The New York Times.

## История написания
Трумен Капоте начал писать книгу, вдохновленный прогулкой по лесу в штате Алабама. Он тут же отбросил черновую рукопись «Summer Crossing» и приступил к работе над книгой «Другие голоса, другие комнаты». После отъезда из Алабамы Капоте продолжил писать её в Новом Орлеане в штате Луизиана. Слава начинающего писателя свела его с писательницей-южанкой Карсон Маккалерс. Как близкий друг, Карсон помогла найти Трумену издательство (Random House). Капоте продолжает работу над романом в Северной Каролине и заканчивает её в штате Массачусетс. На написание книги ему потребовалось 2 года.

## Сюжет
История сосредоточена на одиноком и робком 13-летнем мальчике Джоуле Харрисон Ноксе, пережившем недавно смерть матери. Джоул переезжает из Нового Орлеана к отцу, который бросил семью сразу после рождения сына. Прибыв в Скаллиз-Лендинг, Джоул обнаружил огромный, пришедший в упадок особняк посреди огромной плантации в сельской части штата Алабама. Встретила его мачеха Эйми, её двоюродный брат мистер Рандольф и неуёмная девочка-сорванец Айдабела, которая вскоре становится его другом. Но никто не отвечает на расспросы Джоула, где его отец. Когда же ему было позволено его видеть, Джоул  был ошеломлен, найдя его парализованным и почти умершим, способным лишь выговаривать некоторые слова и двигать одной рукой. В него по ошибке из револьвера выстрелил  Рандольф. Джоул и Айдабела сбежали из дома, полного стариков, но, подхватив воспаление легких, вернулись обратно.

## Персонажи
- Джоул Харрисон Нокс – 13-летний герой рассказа.
- Эллен Кендал – добрая и нежная тетя  главного героя. Взяла Джоула под свою опеку после смерти его матери, чуть позже согласилась отдать его родному отцу.
- Эдвард Р. Сансом – парализованный отец Джоула, бывший боксерский менеджер. Первая встреча с ним шокирует сына, всегда воображавшего своего Отца как богатого, красивого и здорового мужчину-миллионера, но впоследствии он смирился и принял отца таким, каким он оказался.
- Мисс Эйми Скалли – мачеха  Джоула. Души не чает в своем двоюродном брате, её мнение зависит целиком и полностью от него. По характеру напоминает мисс Калли Фолк, родственницу, у которой Капоте жил в Алабаме.
- Рандольф – страдающий астмой, красноречивый и талантливый двоюродный брат Эйми, бисексуал. Сначала - пример подражания для главного героя, но по мере взросления Джоул удивленно открывает в нем всего лишь беспомощного и капризного человека.
- Зу (Миссури) - прислуга в доме отца главного героя, ухаживающая за своим столетним дедом Джизусом. Поначалу завораживающая и грациозная негритянка, под конец рассказа случившиеся с ней происшествия ломают её нрав, и Зу теряет своё великолепие в глазах Джоула.
- Флорабела Томпкинс - прилежная девочка с длинными рыжими локонами, с первого взгляда даже понравившаяся Джоулу, но оказавшаяся не такой уж и замечательной не при лунном свете.
- Айдабела Томпкинс - сестра-близнец Флорабелы, прямая её противоположность - хулиганка и пацанка. Можно назвать первой невинной любовью Джоула, они вместе принимают неудачную попытку побега, которая сильно изменила характер и мировоззрение главного героя.
- Маленький Свет – лысый и некрасивый отшельник-негр, живет в заброшенной гостинице, расположенной глубоко в лесу и заросшей легендами о смертях и привидениях.

## Крылатые выражения
Мир – пугающее место – да, он знал это, – ненадежное: что в нем вечно? Или хоть кажется таким? Скала выветривается, реки замерзают, яблоко гниет; от ножа кровь одинаково течет у черного и у белого; ученый попугай скажет больше правды, чем многие люди; и кто более одинок – ястреб или червь? Цветок расцветет и ссохнется, пожухнет, как зелень, над которой он поднялся, и старик становится похож на старую деву, а у жены его отрастают усы; миг за мигом, за переменой перемена, как люльки в чертовом колесе. Трава и любовь всего зеленее; а помнишь Маленькую Трехглазку? Ты к ней с любовью, и яблоки спеют золотом; любовь побеждает Снежную королеву, с нею имя узнают – будь то Румпельштильцхен или просто Джоул Нокс: вот что постоянно.